# Tratado de Portsmouth

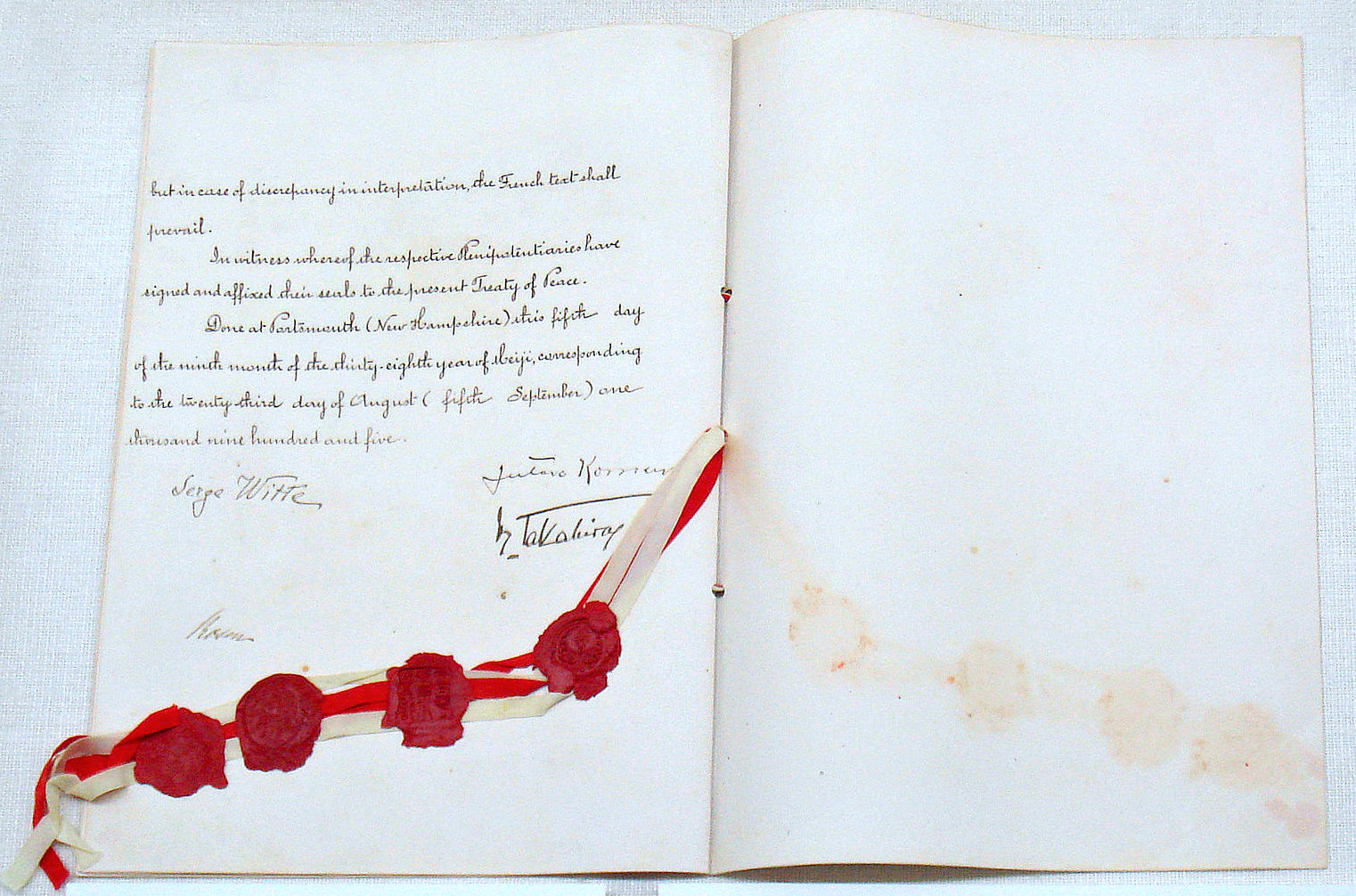
Tratado de Paz Japão-Rússia, ou "Tratado de Portsmouth", 5 de setembro de 1905. Arquivos Diplomáticos do Ministério de Relações Exteriores do Japão.

O Tratado de Portsmouth encerrou formalmente a Guerra Russo-Japonesa de 1904–05. Foi assinado em 5 de setembro de 1905, após negociações de 6 a 30 de agosto, no Estaleiro Naval de Portsmouth, em Kittery, Maine, Estados Unidos. O presidente dos EUA, Theodore Roosevelt, foi fundamental nas negociações e ganhou o Prêmio Nobel da Paz por seus esforços.

## Antecedentes

Negociando o Tratado de Portsmouth (1905). Da esquerda: Russos (do outro lado da mesa) Korostovetz, Nabokov, Witte, Rosen, Plancon; Japonês (lado próximo) Adachi, Ochiai, Komura, Takahira, Satō. A mesa de conferência está hoje preservada no Museu Meiji-mura em Inuyama, Prefeitura de Aichi, Japão.

A guerra de 1904–05 foi travada entre o Império Russo, uma potência internacional com um dos maiores exércitos do mundo, e o Império do Japão, uma nação que só recentemente se industrializou após dois séculos e meio de isolamento. Uma série de batalhas na Península de Liaodong resultou na expulsão dos exércitos russos do sul da Manchúria, e a Batalha de Tsushima resultou em um cataclismo para a Marinha Imperial Russa. A guerra era impopular na Rússia, cujo governo estava sob crescente ameaça de revolução em casa. Por outro lado, a economia japonesa foi severamente prejudicada pela guerra, com dívidas externas crescentes, e as forças japonesas na Manchúria enfrentaram o problema de linhas de abastecimento cada vez maiores. Nenhum território russo foi apreendido e os russos continuaram a acumular reforços por meio da Ferrovia Transiberiana. Reconhecendo que uma longa guerra não era vantajosa para o Japão, o governo japonês, já em julho de 1904, começou a procurar intermediários para ajudar a levar a guerra a uma conclusão negociada.
O intermediário abordado pelos japoneses foi o presidente dos Estados Unidos Theodore Roosevelt, que havia expressado publicamente uma posição pró-japonesa no início da guerra. No entanto, à medida que a guerra avançava, Roosevelt começou a mostrar preocupação com o fortalecimento do poder militar do Japão e seu impacto de longo prazo sobre os interesses dos Estados Unidos na Ásia. Em fevereiro de 1905, Roosevelt enviou mensagens ao governo russo por meio do embaixador dos Estados Unidos em São Petersburgo. Inicialmente, os russos não responderam, com o czar Nicolau II ainda inflexível de que a Rússia acabaria por sair vitoriosa. O governo japonês também foi indiferente a um tratado de paz, já que os exércitos japoneses desfrutavam de uma sequência ininterrupta de vitórias. No entanto, após a Batalha de Mukden, que era extremamente caro para ambos os lados em termos de mão de obra e recursos, o ministro das Relações Exteriores do Japão, Komura Jutarō, julgou que agora era fundamental que o Japão pressionasse por um acordo.
Em 8 de março de 1905, o ministro do Exército japonês Terauchi Masatake se reuniu com o ministro americano no Japão, Lloyd Griscom, para dizer a Roosevelt que o Japão estava pronto para negociar. No entanto, uma resposta positiva não veio da Rússia até depois da perda da frota russa na Batalha de Tsushima. Dois dias depois, Nicholas se encontrou com seus grão-duques e liderança militar e concordou em discutir a paz. Em 7 de junho de 1905, Roosevelt encontrou-se com Kaneko Kentarō, um diplomata japonês, e em 8 de junho recebeu uma resposta positiva da Rússia. Roosevelt escolheu Portsmouth, New Hampshire, como o local para as negociações, principalmente porque as negociações deveriam começar em agosto, e o clima mais frio em Portsmouth evitaria sujeitar as partes ao verão escaldante de Washington.

## Conferência de Paz de Portsmouth
A delegação japonesa à Conferência de Paz de Portsmouth foi chefiada pelo Ministro das Relações Exteriores Komura Jutarō e assistida pelo Embaixador Takahira Kogorō. A delegação russa foi chefiada pelo ex-ministro das Finanças, Sergei Witte, que foi assistida pelo ex-embaixador para o Japão Roman Rosen e do direito internacional e arbitragem especialista Friedrich Martens. As delegações chegaram a Portsmouth em 8 de agosto e ficaram em New Castle, New Hampshire, no Hotel Wentworth, onde o armistício foi assinado. Antes do início das negociações, o czar Nicolau adotou uma linha dura e proibiu seus delegados de concordar com quaisquer concessões territoriais, reparações ou limitações ao posicionamento das forças russas no Extremo Oriente. Os japoneses inicialmente exigiram o reconhecimento de seus interesses na Coréia, a remoção de todas as forças russas da Manchúria e reparações substanciais. Eles também queriam a confirmação de seu controle da ilha de Sakhalin, que as forças japonesas haviam tomado em julho de 1905, em parte para usar como moeda de troca nas negociações. No total, foram realizadas doze sessões entre 9 e 30 de agosto. Nas primeiras oito sessões, os delegados chegaram a um acordo sobre oito pontos. Isso incluiu um cessar-fogo imediato, o reconhecimento das reivindicações do Japão à Coréia e a evacuação das forças russas da Manchúria. A Rússia também cedeu seus arrendamentos no sul da Manchúria (contendo Port Arthur e Talien) ao Japão e entregou a ferrovia da Manchúria do Sul e suas concessões de mineração ao Japão. A Rússia foi autorizada a manter a Ferrovia Oriental da China no norte da Manchúria.
As quatro sessões restantes abordaram as questões mais difíceis: reparações e concessões territoriais. Em 18 de agosto, Roosevelt propôs que Rosen oferecesse dividir Sakhalin para resolver a questão do território. Em 23 de agosto, entretanto, Witte propôs que os japoneses mantivessem Sakhalin e retirassem seus pedidos de indenização. Quando Komura rejeitou a proposta, Witte avisou que foi instruído a encerrar as negociações e que a guerra seria retomada. O ultimato veio quando quatro novas divisões russas chegaram à Manchúria, e a delegação russa fez um show ostensivo de fazer as malas e se preparar para partir. Witte estava convencido de que os japoneses não podiam se dar ao luxo de reiniciar a guerra e então pressionou a mídia americana e seus anfitriões americanos para convencer os japoneses de que a compensação monetária não estava aberta a concessões por parte da Rússia. Superado por Witte, Komura cedeu e, em troca da metade sul de Sakhalin, os japoneses retiraram seus pedidos de indenização.
O Tratado de Portsmouth foi assinado em 5 de setembro. O tratado foi ratificado pelo Conselho Privado do Japão em 10 de outubro e na Rússia em 14 de outubro de 1905.

## Consequências
A assinatura do tratado resolveu as dificuldades imediatas no Extremo Oriente e criou três décadas de paz entre as duas nações. O tratado confirmou a emergência do Japão como potência preeminente no Leste Asiático e forçou a Rússia a abandonar suas políticas expansionistas naquele país, mas não foi bem recebido pelo povo japonês. O público japonês estava ciente da sequência ininterrupta de vitórias militares de seu país sobre os russos, mas estava menos ciente da precária extensão do poder militar e econômico que as vitórias exigiam. As notícias dos termos do tratado pareceram mostrar a fraqueza japonesa diante das potências europeias, e essa frustração causou os distúrbios de Hibiya e o colapso do gabinete de Katsura Tarō em 7 de janeiro de 1906.
Por causa do papel desempenhado por Roosevelt, os Estados Unidos se tornaram uma força significativa na diplomacia mundial. Roosevelt recebeu o Prêmio Nobel da Paz em 1906 por seus esforços de backchannel antes e durante as negociações de paz, embora nunca tenha realmente ido a Portsmouth.

## Comemoração

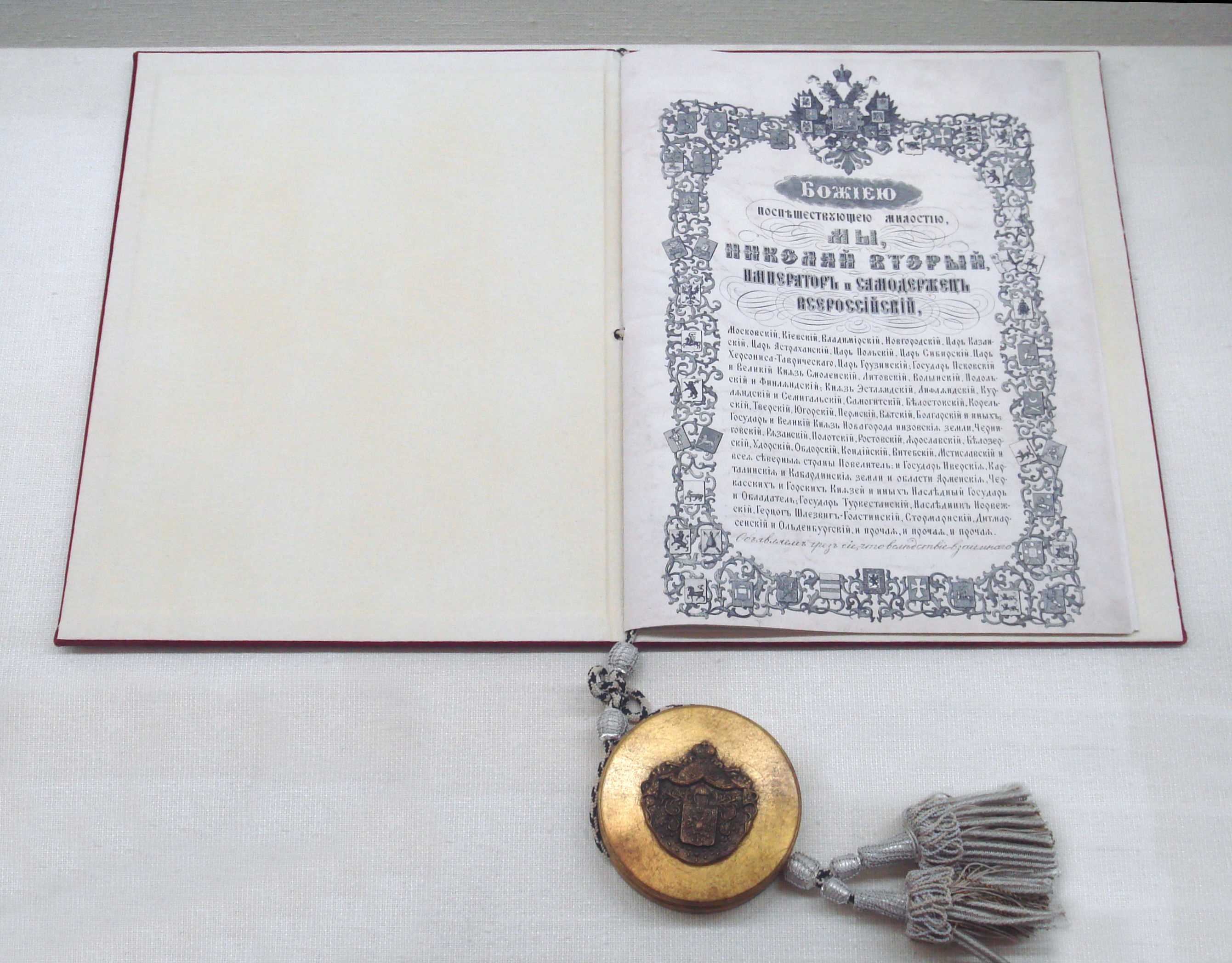
Ratificação do Tratado de Paz entre Japão e Rússia, 25 de novembro de 1905

Em 1994, o Fórum do Tratado de Paz de Portsmouth foi criado pela Sociedade Japão-América de New Hampshire para comemorar o Tratado de Paz de Portsmouth com a primeira reunião formal entre acadêmicos e diplomatas japoneses e russos em Portsmouth desde 1905. Como o Tratado de Portsmouth foi um dos símbolos mais poderosos de paz na região do Pacífico Norte e a história de paz compartilhada mais significativa do Japão, Rússia e Estados Unidos, o fórum foi projetado para explorar, a partir das perspectivas japonesa, russa e americana, a história do Tratado de Portsmouth e sua relevância para as questões atuais que envolvem a região do Pacífico Norte. O fórum tem como objetivo focar os estudos modernos em problemas internacionais no "espírito do Tratado de Paz de Portsmouth".